# Wood Village
Wood Village az Amerikai Egyesült Államok északnyugati részén, Oregon állam Multnomah megyéjében helyezkedik el. A 2010. évi népszámláláskor 3878 lakosa volt. A város területe 2,43 km², melynek 100%-a szárazföld.
A város a Reynolds Aluminium 2000-ben bezárt troutdale-i üzemének dolgozói számára épült. Korábban itt volt a Merix Corporation egy 4800 m²-es gyára is.
Wood Village-et a megye többi részével és a gyorsvasutakkal a TriMet buszjáratai kötik össze.

## Népesség

### 2010
A 2010-es népszámláláskor a városnak 3878 lakója, 1223 háztartása és 880 családja volt. A népsűrűség 1598,9 fő/km2. A lakóegységek száma 1289, sűrűségük 530,5 db/km2. A lakosok 62,6%-a fehér, 2%-a afroamerikai, 2,3%-a indián, 3,8%-a ázsiai, 0,2%-a a Csendes-óceáni szigetekről származik, 25%-a egyéb, 4,1%-a pedig kettő vagy több etnikumú. A spanyol vagy latino származásúak aránya 37% (33,9% mexikói, 0,3% Puerto Ricó-i, 0,1% kubai, 2,7% egyéb spanyol vagy latino származású.)
A háztartások 46,4%-ában élt 18 évnél fiatalabb. 48,4% házas, 16,3% egyedülálló nő, 7,3% egyedülálló férfi, 28% pedig nem család. 20,8% egyedül élt; 5,3%-uk 65 éves vagy idősebb. Egy háztartásban átlagosan 3,11 személy élt; a családok átlagmérete 3,59 fő.
A medián életkor 30,7 év volt. A város lakóinak 32,2%-a 18 évesnél fiatalabb, 8,7% 18 és 24 év közötti, 29,8%-uk 25 és 44 év közötti, 21,6%-uk 45 és 64 év közötti, 7,5%-uk pedig 65 éves vagy idősebb. A lakosok 50,9%-a férfi, 49,1%-a pedig nő.

### 2000
A 2000-es népszámláláskor  a városnak 2860 lakója, 1014 háztartása és 702 családja volt. A népsűrűség 1177 fő/km2. A lakóegységek száma 1089, sűrűségük 448,1 db/km2. A lakosok 81,68%-a fehér, 0,56%-a afroamerikai, 1,29%-a indián, 1,71%-a ázsiai, 0,24%-a a Csendes-óceáni szigetekről származik, 9,86%-a egyéb-, 4,65%-a pedig kettő vagy több etnikumú. A spanyol vagy latino származásúak aránya 15,21% (13,2% mexikói, 0,2% Puerto Ricó-i,  1,9% pedig egyéb spanyol/latino származású.)
A háztartások 38,6%-ában élt 18 évnél fiatalabb. 45,9% házas, 16,8% egyedülálló nő; 30,8% pedig nem család. 23,9% egyedül élt; 6,8%-uk 65 éves vagy idősebb. Egy háztartásban átlagosan 2,76 személy élt; a családok átlagmérete 3,22 fő.
A város lakóinak 28,6%-a 18 évesnél fiatalabb, 10,2% 18 és 24 év közötti, 32,8%-uk 25 és 44 év közötti, 19,7%-uk 45 és 64 év közötti, 8,6%-uk pedig 65 éves vagy idősebb. A medián életkor 31 év volt. Minden 100 nőre 102,7 férfi jut; a 18 évnél idősebb nőknél ez az arány 97,2.
A háztartások medián bevétele 43 384 amerikai dollár, ez az érték családoknál $48 167. A férfiak medián keresete $31 577, míg a nőké $25 500. A város egy főre jutó bevétele (PCI) $17 833. A családok 6,9%-a, a teljes népesség 8,3%-a élt létminimum alatt; a 18 év alattiaknál ez a szám 7,9%, a 65 évnél idősebbeknél pedig 2,9%.

## Fordítás
Ez a szócikk részben vagy egészben  a   Wood Village, Oregon című angol Wikipédia-szócikk ezen változatának fordításán alapul.  Az eredeti cikk szerkesztőit annak laptörténete sorolja fel. Ez a jelzés csupán a megfogalmazás eredetét és a szerzői jogokat jelzi, nem szolgál a cikkben szereplő információk forrásmegjelöléseként.